# Ptochophyle dujardini
Ptochophyle dujardini är en fjärilsart som beskrevs av Pierre E.L. Viette 1972. Ptochophyle dujardini ingår i släktet Ptochophyle och familjen mätare. Inga underarter finns listade.